# Bez nazvaniya
Bez nazvaniya (tiếng Nga: Без названия, tiếng Việt: Chưa có tiêu đề) là album phòng thu thứ năm của nhạc sĩ nhạc rock người Nga Nikolai Noskov, được hãng đĩa HOFA phát hành vào năm 2012. Album được thu âm tại trong phòng thu của nhà sản xuất âm nhạc Horst Schnebel ở Đức.

## Danh sách bài hát
| STT | Nhan đề                           | Thời lượng |
| --- | --------------------------------- | ---------- |
| 1.  | "Bez nazvaniya (Chưa có tiêu đề)" | 4:09       |
| 2.  | "Ozyora (Hồ)"                     | 5:09       |
| 3.  | "Noch' (Đêm)"                     | 4:41       |
| 4.  | "Ya byl odin (Tôi đã một mình)"   | 4:06       |
| 5.  | "Ispoved' (Thú tội)"              | 4:24       |
| 6.  | "Med (Mật ong)"                   | 4:16       |